# Municipio de Lake (Illinois)
El municipio de Lake (en inglés: Lake Township) es un municipio ubicado en el condado de Clinton en el estado estadounidense de Illinois. En el año 2010 tenía una población de 960 habitantes y una densidad poblacional de 12,38 personas por km².

## Geografía
Según la Oficina del Censo de los Estados Unidos, el municipio tiene una superficie total de 77.52 km², de la cual 77,19 km² corresponden a tierra firme y (0,43 %) 0,33 km² es agua.

## Demografía
Según el censo de 2010, había 960 personas residiendo en el municipio de Lake. La densidad de población era de 12,38 hab./km². De los 960 habitantes, el municipio de Lake estaba compuesto por el 96,56 % blancos, el 0,52 % eran afroamericanos, el 0,21 % eran asiáticos, el 0,1 % eran isleños del Pacífico, el 1,25 % eran de otras razas y el 1,35 % eran de una mezcla de razas. Del total de la población el 2,5 % eran hispanos o latinos de cualquier raza.